# The Legend of Spyro: The Eternal Night
The Legend of Spyro: The Eternal Night è un videogioco d'avventura della serie Spyro the Dragon, sviluppato da Krome Studios ed Amaze Entertainment e pubblicato da Sierra Entertainment per PlayStation 2, Wii, Game Boy Advance e Nintendo DS. È uscito in Nord America il 2 ottobre 2007 e in Europa e Australia il 14 dicembre dello stesso anno.
È il secondo capitolo della serie The Legend of Spyro, preceduto da A New Beginning e seguito da L'alba del drago.
Tra i doppiatori del gioco sono presenti anche Elijah Wood che interpreta ancora una volta la voce di Spyro e Gary Oldman, che interpreta Ignitus, la voce di Sparx e quelle di Terrador e Gaul, il Re Scimmia, sono state affidate rispettivamente a Billy West (che ha sostituito David Spade) e Kevin Michael Richardson, mentre per quella di Cinerea (Cynder), Cree Summer è stata sostituita da Mae Whitman. Richardson e la Withman sono stati confermati parte del cast al Sierra Gamers' Week 2007.

## Trama
Alcune settimane dopo che Spyro ha portato Cinerea al tempio, si sveglia di notte a causa di un sogno dove ricorda il suo combattimento contro di lei e che mentre stava per fuggire con la draghessa ritornata alle sue vere sembianze veniva chiamato dalla sinistra voce del Maestro delle Ombre, viene a sapere da Sparx che Cinerea se n'è andata. Dopo averla inseguita fuori dal tempio, la raggiunge e comprende da questa che vuole fuggire, poiché non le sembra giusto che dopo tutto ciò che ha fatto debba restare con gli altri draghi. Dopo aver visto l'amica allontanarsi, Spyro cade in una sorta di catalessi e si ritrova in una strana dimensione dove viene guidato da una voce che, affrontando una serie di strane prove, gli fa recuperare il potere del fuoco (che aveva perso alla fine di A New Beginning) e apprendere un nuovo tipo di magia: il Tempo Drago, che gli consente di rallentare temporaneamente lo scorrere del tempo.
Completata la prova, la voce si rivela come Aedo e lo avverte che un grande male sta per risvegliarsi e che Spyro debba incontrarlo ai piedi di un albero. Una volta risvegliatosi, Spyro e Sparx si ritrovano attaccati dalle armate di Gaul, il feroce re delle scimmie sotto il comando del Maestro delle Ombre. Ritornati al tempio, Spyro si scontra con l'Assassino uno dei luogotenenti di Gaul in groppa a un'Ala del Terrore. Dopo la battaglia Spyro rivela ai guardiani quanto è successo con Cinerea, e nel trovarla con la sua pozza delle visioni Ignitus vede Spyro ai piedi dell'albero che ha visto in sogno; il draghetto viola rivela, inoltre, che aveva visto una montagna oscura con sulla cima uno spaventoso volto di pietra sormontato da due lune: i guardiani concordano che si tratti del Monte di Malefor, un tempo l'antica fortezza del Maestro delle Ombre.
Quando Spyro pronuncia il nome di l'Aedo, però, i draghi rimangono interdetti e Ignitus spiega che l'Aedo è un antico drago di immensa saggezza su cui però non è possibile sapere se esista o meno, e che quindi si sia rivelato a Spyro per avvertirlo del pericolo rappresentato dall'avvicinamento delle Lune celestiali che provocherà la Notte dell'Oscurità Eterna, una notte in cui le Lune celestiali, scontrandosi, creano un'eclissi che avvolge l'intero mondo nelle tenebre. Mentre Ignitus invia Volter, Cyril e Terrador ad avvertire tutti gli abitanti delle terre dell'imminente pericolo, invia Spyro alla ricerca dell'albero mostratogli dall'Aedo nel Boschetto Antico, una foresta priva di civiltà e abitato da creature corrotte a causa dell'acqua avvelenata, mentre lui rimarrà al tempio per cercare Cinerea e aspettare il suo ritorno. Arrivati nel Boschetto Antico, Spyro e Sparx fanno subito la conoscenza delle pericolose creature che lo abitano.
Più avanti, però, scoprono che non sono i soli nella foresta: in essa si trovano gli Spazzini, delle iene pirata che stanno cacciando gli animali. Purtroppo Spyro cade nuovamente in catalessi e Sparx, per salvarlo dagli Spazzini che hanno sentito il tonfo, funge da esca. Nel sogno Spyro recupera anche il potere del ghiaccio, e l'Aedo gli fa rivedere il Monte di Malefor che sta per essere di nuovo occupato da Gaul e dai suoi soldati. Al suo risveglio, misteriosamente, si trova nell'Area Sotterranea del Boschetto dove, dopo essersi ricongiunto con Sparx e aver combattuto contro gli Spazzini, trova un avamposto dei pirati che riesce a superare e a rientrare nella foresta, dove alla fine trovano l'albero di cui pensano essere proprio lo spirito dell'Aedo. Giunge però una brutta sorpresa: da sottoterra emerge il guardiano di tutto il Boschetto Antico: Alberik, un enorme golem di legno dotato di una sovraumana potenza.
Dopo una dura battaglia in cui riesce finalmente a uccidere l'albero corrotto, Spyro incontra di nuovo gli Spazzini e scopre che questi sono governati da Krosta, una potente iena di enormi dimensioni, e da due pappagallini chiamati Scratch e Sniff che fungono da suoi interpreti, i quali rivelano che Alberik avrebbe dovuto essere l'attrazione principale del loro torneo, quindi per sostituirlo scelgono di prendere Spyro. Prima che il draghetto viola possa reagire viene stordito e rinchiuso nelle prigioni dell'Arena di Fellmuth, la nave ammiraglia della flotta pirata. Spyro è così costretto a fare dei combattimenti in un'arena per il piacere dei pirati; sulla nave Spyro incontra Moliére, il vecchio Minuscoloide incontrato nella Fucina delle Munizioni nel primo capitolo, ed esso racconta al drago la loro prigionia da parte dei pirati e di Krosta. 
Dopo il primo combattimento contro i Gemelli Coda Svarione (due giganteschi scorpioni), però, cade nuovamente nel sonno catalitico e recupera il potere della terra; inoltre, l'Aedo gli svela l'oscuro significato della Notte dell'Oscurità Eterna: una notte in cui le due Lune celestiali si incontrano provocando un'eclissi avvolgendo l'intero mondo nelle tenebre; in quanto al vertice di questo fenomeno, il Monte di Malefor - chiamato anche Pozzo delle Anime - risveglia per un breve periodo gli spiriti dal loro eterno riposo; l'Aedo, quindi, gli intima di cercarlo nelle Grotte celestiali sull'Isola Bianca. 
Al suo risveglio, Spyro continua a combattere nell'arena dei pirati contro Devastator (una navetta meccanica molto potente). Ritornato nella sua cella, Moliére gli consegna un messaggio da parte di un altro prigioniero, Hunter di Avalar, il quale gli rivela che Gaul ha mobilitato le sue forze per muovere guerra contro i draghi e che ha messo una taglia sulla sua testa. Nell'Arena Spyro riesce a vincere il suo ultimo duello contro il Boia (un colosso guerriero armato di spada e corazza). Dopo il combattimento interviene a sorpresa nell'arena Cinerea, che, improvvisamente, minaccia Spyro (ma è soltanto un trucco per escogitare un piano per scappare); in quel momento, però, la nave viene attaccata dalle armate di Gaul che rapiscono Cinerea, portandola via. Trovato di nuovo Moliére, Spyro aiuta il suo amico a liberare tutti i Minuscoloidi e a portarli in salvo su una scialuppa dove lasceranno la nave.
A questo punto Spyro, per sapere dove si trovi l'Isola Bianca dell'Aedo, decide di andare nella cabina di Krosta per trovare una mappa. Proprio lì incontrano Krosta accompagnato come sempre da Scracth e Sniff. Dopo essere stato sconfitto, Krosta si dà alla fuga, generando un inseguimento che porterà Spyro ad attraversare tutta la flotta pirata fino a raggiungerlo su una piattaforma di una nave e affrontare di nuovo il pirata, che alla fine cade in mare, mentre Sniff viene ucciso a sorpresa da un pugno di Sparx e Scratch fugge. Dopo essere scappati dalla nave pirata, Spyro, durante il volo per l'Isola Bianca, entra nuovamente in uno stato di sonno catalitico e cade nell'oceano, ma viene salvato da un animale marino che li porta verso l'Isola Bianca. Nel sogno Spyro recupera il suo ultimo potere, quello dell'elettricità, e scopre anche che Cinerea è tenuta prigioniera dalle forze del Maestro delle Ombre che - a seconda della scelta del Maestro delle Ombre una volta ritornato - sperano di farla ritornare dalla loro parte, o di ucciderla in caso contrario. Al suo risveglio, sia lui che la libellula si trovano sull'isola, precisamente all'entrata delle Grotte Celestiali.
Durante il loro peregrinare giungono in una sala non molto diversa da quella della pozza delle visioni del tempio in cui Spyro affronta le creature dei quattro elementi e i loro guardiani: il Guardiano del fuoco (il più potente tra i quattro), il Guardiano del ghiaccio (il più resistente), Il Guardiano elettrico (il più veloce) e il Guardiano della terra (che però verrà facilmente sconfitto). A questo punto Spyro entra in un portale generato dalla pozza che lo conduce in un'arena dove affronta ciò che gli fa più paura: un drago elementale con le fattezze di Cinerea corrotta dal Maestro delle Ombre in grado di usare i quattro elementi. Dopo aver superato quest'ultima prova, Spyro entra nella stanza dell'Aedo dove riesce finalmente a incontrare il saggio drago, il quale gli dice che egli è il guardiano del tempo e il suo compito è catalogare ogni singolo evento che accade nei suoi libri, come quelli di Spyro e di Cinerea, dove il giovane drago scopre che se il Maestro delle Ombre tornerà molto probabilmente anche lei passerà di nuovo al suo servizio in quanto ha sempre vissuto una vita nelle tenebre e nel terrore provato dal suo padrone.
L'Aedo, infine, gli parla proprio del Maestro delle Ombre: costui è stato il primo drago viola, molto potente e con la capacità di controllare qualunque tipo di potere, tant'è che i draghi anziani gli insegnarono tutti i loro segreti; venne però consumato dallo stesso potere che controllava ed esiliato lontano dagli altri draghi. Per vendicarsi il Maestro delle Ombre costruì una fortezza nelle montagne e si alleò con le scimmie, insegnandogli a controllare artificialmente il potere degli elementi. Subito dopo, però, la sua stessa malvagità spaccò le fondamenta della montagna su cui c'era la sua fortezza squarciando la terra stessa, e da quella voragine sarebbe sorto il Pozzo delle Anime.
Dato che lo spirito del Maestro delle Ombre è stato liberato dalla sua prigione della Convessità, ora ha preso rifugio nella sua antica fortezza dove attende l'ora dell'eclissi e, in quanto uno spirito potente, tornare a vivere. Dopo aver discusso, l'Aedo consiglia a Spyro di nascondersi onde evitare di essere trovato dal Maestro delle Ombre, ma questi insiste nell'andare in aiuto di Cinerea. L'Aedo, capendo che Spyro non avrebbe cambiato idea, decide alla fine di aiutarlo facendolo passare per un passaggio segreto che lo conduce proprio davanti al Pozzo delle Anime.
Arrivato alla fortezza, Spyro si batte contro tutte le forze del Maestro delle Ombre, sconfiggendo definitivamente l'Assassino, e raggiunge la sommità dove entra nel Pozzo. All'interno di una caverna al centro della montagna incontra Gaul che prima lo priva dei suoi poteri e poi ordina a Cinerea di attaccarlo. Quando questa però si ribella contro di lui, il malvagio Re Scimmia la mette fuori gioco con un solo colpo ed attacca Spyro. Dopo un primo scontro, Gaul, cercando di colpire Spyro, sfonda il terreno e i due precipitano nel sotterraneo della montagna; nella caduta lo scettro di Gaul si rompe.
Spyro, però si trova in mezzo alla stanza e, al momento dell'eclissi, l'energia oscura colpisce il draghetto che lo trasforma in una versione oscura di sé stesso. Utilizzando il potere del Maestro delle Ombre Spyro uccide Gaul. Dopo la battaglia Spyro se la prende sia con Cinerea che con Sparx, ma Cinerea lo libera dalla presa in cui è intrappolato. Passata l'eclissi la montagna inizia a crollare.
Spyro, che era momentaneamente stordito per l'essere stato contaminato dal malvagio potere del Maestro delle Ombre, dice a Sparx e Cinerea di scappare, ma entrambi chiariscono che non se ne sarebbero andati senza di lui. Il draghetto però non riesce ad alzarsi in tempo e tutti e tre rimangono intrappolati. Fortunatamente l'eroe salva sé stesso, Cinerea e Sparx creando uno cristallo che li protegge dal crollo e dalla distruzione dell'intero Pozzo delle Anime. Benché i tre si possano considerare ormai perduti, un misterioso individuo, che ha seguito Spyro per tutto il suo viaggio, riesce a trovarli.

## Personaggi e doppiatori
| Personaggio      | Doppiatore originale                                   | Doppiatore italiano |
| ---------------- | ------------------------------------------------------ | ------------------- |
| Spyro            | Elijah Wood                                            | Davide Perino       |
| Sparx            | Billy West                                             | Paolo De Santis     |
| Ignitus          | Gary Oldman                                            | Antonio Fuochi      |
| Re Gaul          | Kevin Michael Richardson                               | Marco Balzarotti    |
| Terrador         | Kevin Michael Richardson                               | Pietro Ubaldi       |
| Sniff            | Kevin Michael Richardson                               | Pietro Ubaldi       |
| Skabb            |                                                        |                     |
| Aedo             | Martin Jarvis                                          | Riccardo Rovatti    |
| Cinerea (Cynder) | Mae Whitman                                            | Beatrice Caggiula   |
| Volter           | Corey Burton                                           | Riccardo Rovatti    |
| Cyril            | Jeff Bennett                                           | Marco Balzarotti    |
| Molière          | Jeff Bennett                                           | Silvano Piccardi    |
| Scratch          | Jeff Bennett                                           | Silvano Piccardi    |
| Altre voci       | Corey Burton, Jeff Bennett Clinton Skene Andrea Toyias |                     |

Doppiati e localizzazione in Italia da: Jinglebell Communication S.R.L..

## Modalità di gioco
Il gameplay del gioco è identico a quello del suo predecessore. Spyro deve viaggiare attraverso diversi livelli fino alla fine di ognuno di essi ed affrontare il boss di ciascun mondo per passare a quello successivo. Come in A New Beginning, la trama sarà strettamente lineare e il draghetto potrà sconfiggere i suoi nemici usando i quattro elementi introdotti nel capitolo precedente (fuoco, elettricità, ghiaccio, terra).
Durante il corso della storia, Spyro cadrà più volte in una sorta di catalessi e in sogno incontrerà l'Aedo, un drago leggendario che si credeva scomparso da secoli. Nel corso di questi sogni, l'Aedo sottoporrà Spyro a diverse prove di addestramento per risvegliare i poteri da lui perduti alla fine del capitolo precedente. Il draghetto sarà in grado di compiere diverse combo e attacchi, inoltre, come nel primo episodio di The Legend of Spyro, raccogliendo le gemme viola aumenterà l'Indicatore della Furia e sarà in grado, una volta pieno, di scatenare un attacco devastante.
Durante il corso del gioco, Spyro potrà collezionare diversi tipi di gemme ed altri oggetti. Trovando gemme rosse, Spyro rigenererà la propria vita, con le verdi ripristinerà la magia utile per usare potenti attacchi, grazie alle viola potrà scatenare la Furia e le azzurre serviranno a potenziare gli attacchi del draghetto.
Nei vari livelli Spyro potrà collezionare anche le "Piume dello scriba", utili per sbloccare delle immagini in galleria e le "Reliquie di Drago" di cui esistono due tipi: quelle rosse, che aumentano la barra della vita, e quelle verdi, che aumentano quella della magia.
Terminato il gioco e completando le 5 sfide del drago, si potrà sbloccare "Spyro oscuro" che gli conferisce gli stessi poteri avuti nell'ultima battaglia con Gaul, tra cui il soffio della Convessità oscura, un attacco combo e un attacco Furia.

## Trailer estraneo
Poco prima dell'uscita del gioco, è stato pubblicato un teaser, che mostra una breve scena non presente nel gioco. Nel clip appaiono Spyro, Sparx e Cinerea nella stanza del Dojo del Tempio del Drago, in cui Cinerea aiuta Spyro a recuperare parte dei suoi poteri persi. Nell'allenamento, sono colti di sorpresa da Gaul, che cerca di rapire Cinerea. Vedendola in pericolo, in Spyro si riaccendono i poteri latenti e con questi sconfigge Gaul, che decide di evitare l'approccio diretto.
Da questo clip è emerso che Cinerea aveva vissuto nel tempio per un po', prima di partire all'inizio del gioco. Anche se, secondo alcuni fan, potrebbe essere una storia diversa e non avere alcun legame con la serie.

## Accoglienza
| GameInformer              | 6.3/10                     | IGN                       | 3.5/10                     | Gamespot | 5.0 | Play | 8.5/10 |
| Sito di riviste aggregate | Percentuale                | Sito di riviste aggregate | Percentuale                |          |     |      |        |
| GameRankings              | 59% (basato su 16 riviste) | Metacritic                | 56% (basato su 17 riviste) |          |     |      |        |

Il gioco ricevette critiche peggiori di A New Beginning, e venne criticato per le stesse ragioni. La rivista Game Chronicles lo definì troppo difficile per i più piccoli e troppo facile per gli adulti. IGN criticò soprattutto le versioni per PS2 e Wii, definendole troppo difficili, con una trama scontata, con controlli scomodi e dai livelli ripetitivi.
Vennero inoltre criticate alcune scelte per quanto riguarda il doppiaggio, in particolare il ruolo di Sparx, affidato a Billy West, venne considerato inappropriato.
Ciò nonostante, la rivista British Nintendo magazine NGamer lo giudicò col 70% del punteggio totale, parlando di lui come "un gioco decente, se riuscite a calarvi pienamente all'interno dei suoi spietati combattimenti" e il sito Joystiq lo
definì come "l'ultimo grande gioco per Game Boy Advance".

## Riferimenti ad altri videogiochi
- Alle Isole Celestiali, nello spiazzo dove si trovano una decina di statue-soldato, sotto il ghiaccio si può notare Crash Bandicoot congelato.
- La capacità di Spyro di rallentare il tempo, è uno degli incantesimi che il principe di persia apprende nella trilogia composta da: Prince of Persia: Le sabbie del tempo, Prince of Persia: Spirito guerriero e Prince of Persia: I due troni.